# دلهره‌آور (ژانر)

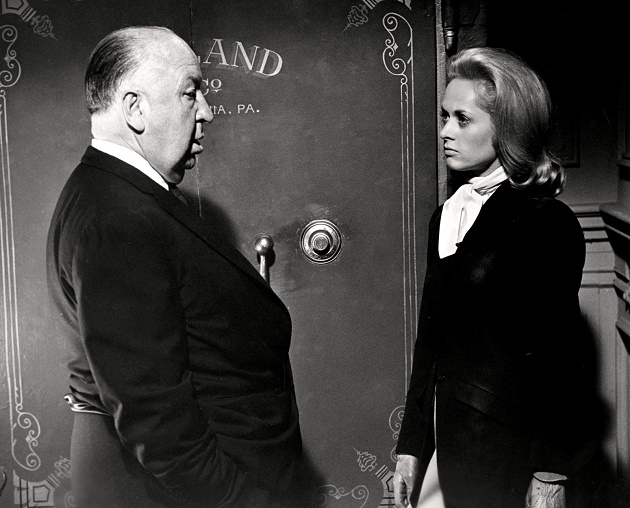
آلفرد هیچکاک، کارگردان بریتانیایی، که به خاطر تأثیرهایش بر اکشن و تعلیق در فیلم شناخته می‌شود، در کنار تیپی هدرن بازیگر آمریکایی که در فیلم‌های هیجان‌انگیز تحسین‌شدهٔ پرندگان (۱۹۶۳) و مارنی (۱۹۶۴) بازی کرد، دیده می‌شود.

دلهره‌آور یا مهیج (به انگلیسی: Thriller) یک ژانر در ادبیات، فیلم و تلویزیون است که در آن از تعلیق، کشش و هیجان به عنوان عناصر اصلی استفاده شده است. این ژانر در زیررده ژانرهای رازآلود و جنایی محسوب می‌شود و شباهت نزدیکی نیز با ژانر ترسناک دارد. پس از ترور جان اف کندی فیلم‌های تریلر سیاسی بسیار محبوب شدند. درخشان‌ترین نمونه‌های این فیلم‌ها ساخته‌های آلفرد هیچکاک بوده است. از تریلرهای برجستهٔ سینمای ایران می‌توان به سگ‌کشی، زال و خوابگاه دختران اشاره کرد.